# (100815) 1998 FQ125
(100815) 1998 FQ125 es un asteroide perteneciente al cinturón de asteroides, región del sistema solar que se encuentra entre las órbitas de Marte y Júpiter, más concretamente a la familia de Dora, descubierto el 31 de marzo de 1998 por el equipo del Lincoln Near-Earth Asteroid Research desde el Laboratorio Lincoln, Socorro, Nuevo México, Estados Unidos.

## Designación y nombre
Designado provisionalmente como 1998 FQ125. 

## Características orbitales
1998 FQ125 está situado a una distancia media del Sol de 2,789 ua, pudiendo alejarse hasta 3,283 ua y acercarse hasta 2,295 ua. Su excentricidad es 0,177 y la inclinación orbital 7,130 grados. Emplea 1701,73 días en completar una órbita alrededor del Sol.

## Características físicas
La magnitud absoluta de 1998 FQ125 es 14,8. Tiene 6,738 km de diámetro y su albedo se estima en 0,062. 